# Чуденков, Николай Петрович
Николай Петрович Чуденков (9 января 1935 — 23 февраля 2024) — шлифовщик Свердловского инструментального завода Министерства станкостроительной и инструментальной промышленности СССР, Герой Социалистического Труда (12.05.1977). Член КПСС с 1958 года.
Родился 9 января 1935 года в семье рабочих в Свердловске, там же 1951 году окончил семилетнюю школу № 20.
В августе 1951 года поступил учеником шлифовщика на Свердловский инструментальный завод, который выпускал металлорежущий инструмент, в том числе специальный сложнорежущий и твердосплавный. Пройдя обучение, в конце того же года начал самостоятельно работать на шлифовальном станке.
После службы в Военно-морском флоте (1954—1958) вернулся на завод. Изо дня в день набираясь опыта, стал специалистом высокоточной обработки сложных деталей и заточки твердосплавного инструмента, выполнял самую ответственную работу с отличным качеством. Имел персональное клеймо ОТК. В 1959 году возглавил бригаду, которая первой вступила в социалистическое соревнование за коммунистическое отношение к труду.
По итогам работы в восьмой пятилетке (1966—1970) был награждён орденом Трудового Красного Знамени (05.04.1971), за досрочное (за 3,5 года) выполнение плановых заданий девятой пятилетки (1971—1975) — орденом Октябрьской Революции (20.02.1974).
В последующие годы продолжал ударно работать, постоянно был в передовиках производства. Являясь членом новаторской группы, внёс 15 рационализаторских предложений с экономической эффективностью 25 тысяч рублей в год.
Указом Президиума Верховного Совета СССР от 12 мая 1977 года за выдающиеся производственные успехи, достигнутые в выполнении плана на 1976 год и принятых социалистических обязательств, присвоено звание Героя Социалистического Труда с вручением ордена Ленина и золотой медали «Серп и Молот».
Обучил профессии шлифовщика более 20 молодых рабочих.
С 1994 года на пенсии. Вскоре после этого переехал в Москву (Северо-Восточный округ).
Умер 23 февраля 2024 года.